# Fotografia de stock

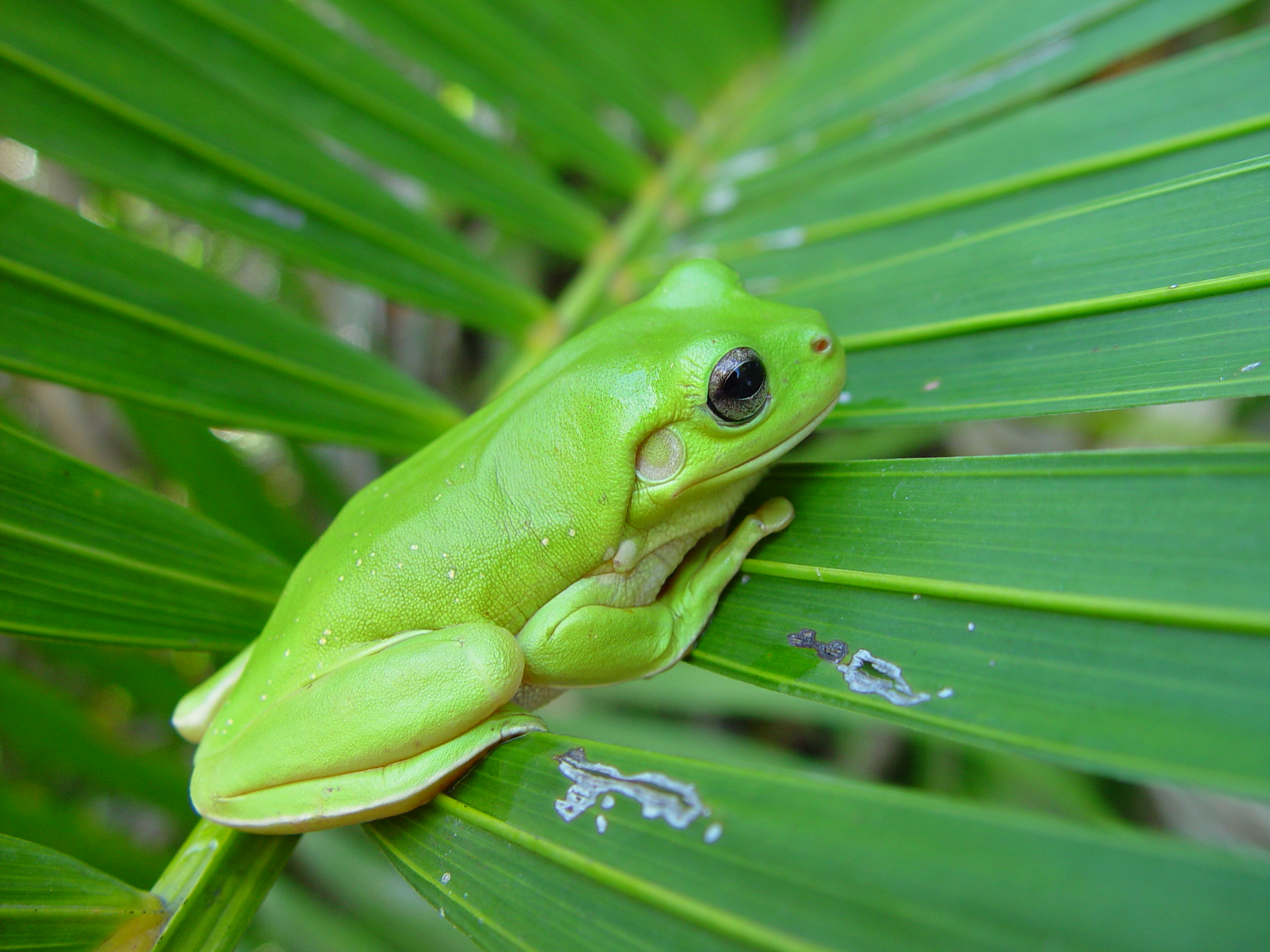
Fotografia de stock amb llicència de domini públic titulada "Granota a sobre d'una fulla de palmera"

La fotografia de stock està conformada per tota l'oferta comercial de fotografies amb llicències d'ús específic. La indústria de la foto de stock, va començar durant els anys 20, establint diversos models de negoci com el macrostock, el midstock, i el microstock així com diversos sectors i temàtiques.
Els fotògrafs professionals que col·laboren amb bancs d'imatges sovint cedeixen les seves fotografies a agències que s'encarreguen de la seva promoció i venda. Ara bé, els fotògrafs reconeguts normalment contacten directament amb els bancs, augmentant així els seus beneficis.

## Història

### Primeres empreses de fotografia de stock (1920-1930s)

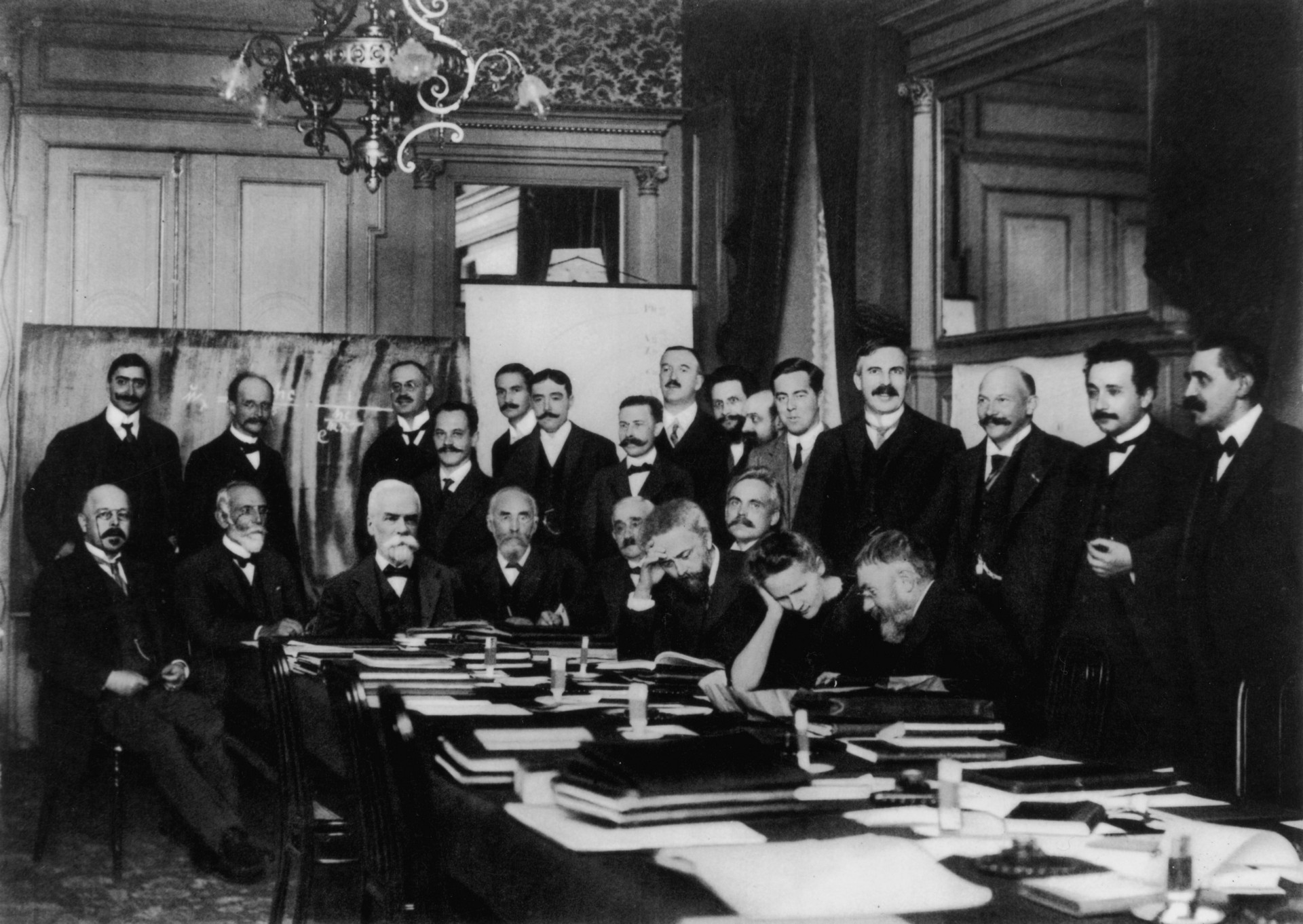
Una fotografia de stock, ara a l'arxiu de Getty Imatges, mostrant la conferència Solvay a Bèlgica. Moltes fotos de stock documenten esdeveniments històrics.

Els diaris i les revistes van ser capaços de reproduir fotografies a mitjans dels anys 1880 mitjançant la impremta. Primerament van començar amb les imatges de fotògrafs contractats, però posteriorment els fotografs freelance van prendre el control del mercat. Un dels primers exemples d'una foto de stock va ser del fotògraf americà H. Armstrong Roberts en comercialitzar una fotografia d'un grup de gent davant d'un avió trimotor. Des de llavors les empreses van començar a considerar més viable i econòmic adquirir fotografies de stock que no pas contractar un fotògraf.
El Bettman Archive a Nova York és un exemple d'una agència de stock pionera. Fundada l'any 1936 per Otto Bettmann, un conservador alemany que va emigrar als Estats Units el 1935 amb una col·lecció personal de 15,000 imatges que va portar amb ell dins les maletes quan va fugir de l'Alemanya Nazi. Un altre pioner primerenc fou el fotògraf Tony Stone, amb un portafolio d'imatges de muntanyes va triomfar amb campanyes publicitàries de xocolata. El banc d'imatges de Stone finalment va assolir 20,000 imatges.

### Sistemes d'indexació i creixement (1940s-1980s)
El Hulton Archive va començar com arxiu del Picture Post. A mesura que es va anar expandint durant la Segona Guerra Mundial, va quedar clar que la seva extensa col·lecció de fotografies i negatius esdevenia un recurs documental històric molt important. L'any 1945, Edward Hulton va obrir la Llibreria Hulton Press i va encarregar Charles Gibbs-Smith, treballador del Victoria and Albert Museum, que catalogués tot el seu arxiu utilitzant un sistema de paraules clau i altres classificacions, esdevenint així el primer sistema d'indexació de fotografies del món

### L'expansió i la transició en línia (1980s-1990s)
Al voltant dels anys 80, la fotografia de stock ja havia adquirit el seu dret propi. Mentre les biblioteques de fotografia estaven immerses en un procés de digitalització dels seus arxius cap a servidors, va començar també a sorgir el terme agència d'stock. Paral·lelament els arxius van començar a utilitzar paraules clau com a sistema de classificació. El 1991 Photodisc a Seattle va començar vendre CD ROMs amb paquets d'imatges. A diferència dels seus competidors, Photodisc venia les seves imatges sota la llicència Royalty Free.
Després que Photodisc s'obris al mercat en línea el 1995, el setembre 1997 es va fusionar amb London-based Getty Comunicacions per formar el Seattle-based Getty Imatges. El 1996, Hulton Picture Collection va ser comprada per Getty Images per 9,8 milions d'euros.
Alamy és agència d'stock privada llençada l'any 1999. Alamy Manté en línia un arxiu que supera els cent milions d'imatges i centenars dels milers de vídeos de fotògrafs, arxius de notícies, museus i col·leccions nacionals. Els seus proveïdors inclouen fotògrafs amateurs i professionals, i els seus clients són principalment indústries publicitàries.

### Desenvolupaments recents (2000-present)
La primera companyia de microstock va ser fundada el maig de l'any 2000 sota el nom de iStockPhoto, tot i estar pensada com un stock d'imatges lliures va acabar incorporant micropagaments l'any 2001. El 2003 va sorgir Shutterstock donant pas al model de subscripió mensual. El 2004 Dreamstime fins aquell moment allotjant imatges amb llicència royalty free, va acabar esdevenint una nova agència. Des d'aleshores van anar sorgint noves empreses amb diversos models de negoci com Fotolibra (2005) i Can Stock Photo (2004). L'any 2013 Crew.co va llançar Unsplash, un repositori gratuït amb imatges sota la llicència creative commons zero. El març de 2013 Depositphotos va llançar Clashot, un servei que permet als usuaris amb smartphone pujar fotos directament banc. El va seguir Fotolia un any més tard amb un servei semblant.
Entre el 1990 i el 2000, Bill Gates' Corbis Images i Getty Images van adquirir més de 40 agències de stock. El febrer de 2009, Jupitermedia Corporation va vendre Jupiterimages, a Getty Imatges per 96 milions de dolars. El 2005 Scoopt va començar una agència de stock amb l'objectiu d'emmagatzemar arxius derivats del periodisme ciutadà, permetent al públic pujar i vendre les seves imatges. L'any 2007 Scoopt va ser adquirit per Getty Imatges, el qual el va tancar més endavant el 2009. L'agència de stock Fotolia va anunciar l'any 2014 que era adquirida per Adobe per 800 milions de dòlars.

## Models de mercat
Amb el pas del temps la fotografia de stock es va acabar diversificant en diversos mercats per tal de satisfer les necessitats dels consumidors en relació al preu, la qualitat i l'exclusivitat de les imatges.

### Microstock
El microstock és un mercat relativament nou que va néixer com una alternativa al mercat tradicional format per les agencies de fotografia, que durant els anys 90 gaudien d'una posició privilegiada i estable. La principal característica d'aquest mercat, és que la venta dels drets de les imatges es duu a terme a preus molt baixos i en grans quantitats, normalment a través d'internet, la qual cosa permet a aquestes "petites" agències competir directament amb les més grans. Ara bé, aquest mercat presenta alguns inconvenients com la qualitat de les imatges, que tot i ser bona, acostuma a ser bastant menor que les d'altres mercats. Sovint les agències de microstock són criticades per la seva gestió dels beneficis, ja que els fotografs arriben a rebre entre un 30 i un 60% del preu final de la fotografia. El mercat principalment està orientat per consumidors particulars.

### Midstock
La fotografia de midstock, com el seu nom indica se situa entre les agències de microstock i les de macrostock. En molts casos són agències que han estat adquirides per una de Macrostock per en certa manera oferir un servei "low cost" com és el cas de Getty adquirint iStock. A aquest mercat ja és més comú trobar compradors dedicats al sector del periodisme i/o la publicitat.

### Macrostock
El macrostock està generalment orientat cap a l'àmbit de la comunicació de masses, ja que moltes empreses d'aquest mercat són una evolució de les agències tradicionals que s'han obert al mercat en línia per ampliar els seus beneficis. Tot i tenir preus exorbitants (centenars i milers d'euros per fotografia) han tingut continuïtat perquè són rendibles per als mitjans de comunicació, ja que és més econòmic adquirir una fotografia que enviar algú a fer-la.

## Tipus de llicències

### Domini públic (PD)
Amb relació a la fotografia, el domini públic (PD) vol dir que la imatge és lliure per ser utilitzada sense comprar una llicència tant per a finalitats comercials com personals. Les obres de domini públic majoritàriament són aquelles que o bé han perdut la propietat intel·lectual amb el pas del temps, o que s'han cedit, o les que no poden exigir cap altre llicència perquè incompleixen els requisits.

### Royalty-Free (RF)
A la fotografia i la indústria de la il·lustració, Royalty-Free (RF) es refereix a una llicència de copyright on l'usuari té dret a utilitzar la imatge sense restriccions després de dur a terme un pagament únic al propietari. L'usuari pot, per tant, utilitzar la imatge en diversos projectes sense necessitat d'adquirir llicències addicionals. Ara bé, les llicències RF no asseguren l'exclusivitat. Al mercat fotogràfic, la llicència Royalty-Free és una de les més comunes juntament amb la Rights-Managed i sovint s'empra en models de negocis basats en suscripcions o bé al microstock.

### Rights-managed (RM)
La llicència Rights-Managed es refereix a aquella que en ser adquirida per un usuari, permet un únic ús de la imatge. Si l'usuari vol utilitzar la foto per a altres projectes ha de comprar una llicència addicional. Les llicències RM es poden donar de manera no exclusiva o exclusiva.